# Posio
Posio – gmina w Finlandii, położona w północnej części kraju, należąca do regionu Laponia, podregionu  Itä-Lapi.